# Ališa Kiz
Ališa Kiz (engl. Alicia Keys), pravim imenom Ališa Džej Ogelo-Kuk (engl. Alicia J. Augello-Cook; Njujork, 25. januar 1981), američka je  i soul pevačica, pijanistkinja i glumica.
Ališa Kiz je do 2009. godine prodala 30 miliona primeraka albuma. Dobitnica je 9 nagrada „Gremi“ i jedanaest nagrada „Bilbord“.

## Počeci
Ališa Kiz je rođena u siromašnoj četvrti Harlem u Njujorku. Njeni roditelji su se razveli u njenom ranom detinjstvu i Ališa je ostala sa majkom. Počela je svirati klavir kad je imala 7 godina. Svoju prvu pesmu Butterflyz napisala je kad je imala 14 godina i objavljena je na njenom prvom albumu Songs in a minor.

## Muzička karijera
- (2001) — Ališin prvi album je već u prvoj nedelji postigao izvanredan uspeh i prodat je u više od 12 miliona primeraka. Prvi singl sa tog albuma bio je Fallin' koji je bio na prvom mestu „Bilbordove“ liste singlova čak 6 nedelja. Drugi singl, Woman's worth bio je takođe uspešan.
- (2003) — Ališin drugi album bio je hvaljen od kritičara i još uspešniji od prvenca prodavši se u više od 8 miliona primeraka. Singlovi You don't know my name i If I ain't got you dospeli su u prvih pet Bilbordove liste, a Karma u prvih dvadeset.
- (2005) — Prvi Ališin MTV album uživo. Na tom albumu Ališa je obradila mnoge muzičke klasike na svoj način. To je bio najuspešniji anplagd album izdat posle Nirvaninog albuma Unplugged.
- (2007) — Treći studijski album Ališe Kiz. Na njemu se nalazi veoma uspešan hit No one. Album je prodat u 5 miliona primeraka.
- (2009) — Četvrti studijski album Ališe Kiz, prodat u 4 miliona primeraka. Najuspešnija numera bila je Un-Thinkable (I'm Ready).
- (2012) — Peti studijski album Ališe Kiz. Na njemu se nalazi internacionalni hit Girl on Fire koji je ujedno i saradnja sa ženskim reperom Niki Minaž.

## Spoljašnje veze
- Zvanični veb-sajt
- Ališa Kiz na sajtu  (jezik: engleski)